# Theridion goodnightorum
Theridion goodnightorum är en spindelart som beskrevs av Claude Lévi 1957. Theridion goodnightorum ingår i släktet Theridion och familjen klotspindlar. Inga underarter finns listade i Catalogue of Life.